# FC Eindhoven
Football Club Eindhoven er en hollandsk fodboldklub. Klubben har hjemme i Eindhoven.

## Mesterskaber
Eredivisie
- Mester: 1954

KNVB Cup
- Vindere: 1937

## Historiske slutplaceringer
| Sæson   | Niveau | Liga           | Placering | Kilde | Notering                 |
| ------- | ------ | -------------- | --------- | ----- | ------------------------ |
| 2020–21 | 2.     | Eerste divisie | 13.       | [ 1 ] |                          |
| 2021–22 | 2.     | Eerste divisie | 3.        | [ 2 ] | Oprykning til Eredivisie |
| 2022–23 | 1.     | Eredivisie     | 8.        |       |                          |

## Klubfarver
- Vit og blå.

| FC Eindhoven | FC Eindhoven |

## Nuværende trup
Pr. 25. juni 2022.